# Йыхви (волость)
Йы́хви (эст. Jõhvi vald) — волость в Эстонии в составе уезда Ида-Вирумаа с 13 апреля 2005 года до 20 октября 2025 года.

## География
Административный центр волости — город Йыхви, являющийся также столицей уезда Ида-Вирумаа.
Площадь волости — 123,91 км². Плотность населения в 2021 году составила 94,4 чел/км², без города Йыхви как населённого пункта — 13,5 чел/км².
В апреле 2025 года правительство Эстонии одобрило объединение двух волостей — Йыхви и Тойла, в одно самоуправление — волость Йыхви. Новая волость будет образована в день объявления результатов выборов в Йыхвиское волостное собрание. Выборы собраний местных самоуправлений пройдут в Эстонии 13—19 октября 2025 года. 22 мая был утвержден территориальный состав нового самоуправления: в него вошли город Йыхви, посёлок городского типа Кохтла-Нымме, посёлки Таммику, Тойла и Вока и 38 деревень.

## Население
По данным Департамента статистики, по состоянию на 1 января 2020 года численность населения волости составляла 11 852 человека. На ту же дату доля жителей в возрасте 65 лет и старше в структуре населения волости составляла 24,6 % (2912 чело.), доля лиц в возрасте младше 14 лет составляла 13,4 % (1589 чел.).

## Населённые пункты
На территории волости находятся 1 город, 1 посёлок и 11 деревень.

Город: Йыхви.

Посёлок: Таммику.

Деревни: Йыхви, Кахула, Козе, Котинука, Линна, Паюалузе, Паргитагузе, Паулику, Пуру, Сомпа, Эдизе.

## Статистика
Данные Департамента статистики о волости Йыхви:
Число жителей  на 1 января каждого года:
| Год  | 2016   | 2017     | 2018     | 2019     | 2020     | 2021     | 2022     |
| ---- | ------ | -------- | -------- | -------- | -------- | -------- | -------- |
| Чел. | 11 786 | ↘ 11 620 | ↗ 11 924 | ↗ 12 056 | ↘ 11 852 | ↘ 11 699 | ↗ 11 947 |

Число рождений (живорождённых):
| Год  | 2016 | 2017 | 2018  | 2019 | 2020 |
| ---- | ---- | ---- | ----- | ---- | ---- |
| Чел. | 112  | ↘ 99 | ↗ 113 | ↘ 89 | ↘ 87 |

Число смертей:
| Год     | 2016 | 2017  | 2018  | 2019  |
| ------- | ---- | ----- | ----- | ----- |
| Умерших | 180  | ↗ 188 | ↗ 200 | ↘ 178 |

Зарегистрированные безработные:
| Год  | 2016 | 2017  | 2018  | 2019  | 2021 (август) |
| ---- | ---- | ----- | ----- | ----- | ------------- |
| Чел. | 421  | ↘ 386 | ↗ 395 | ↘ 391 | ↗ 458         |

Средняя брутто-зарплата работника:
| Год  | 2016    | 2017      | 2018      | 2019      | 2020      |
| ---- | ------- | --------- | --------- | --------- | --------- |
| Евро | 1019,56 | ↗ 1095,09 | ↗ 1156,49 | ↗ 1206,40 | ↗ 1244,20 |

В 2019 году волость Йыхви стояла на 34 месте по величине средней брутто-зарплаты среди 79 муниципалитетов Эстонии.
Число учеников в школах:
| Год  | 2016 | 2017   | 2018   | 2019   |
| ---- | ---- | ------ | ------ | ------ |
| Чел. | 1453 | ↗ 1469 | ↗ 1505 | ↗ 1527 |

## Международные отношения
С 2005 года после объединения города Йыхви с Йыхвиской волостью все международные отношения перешли под юрисдикцию в волости Йыхви.

### Города-побратимы
Согласно официальному сайту проверено 5 сентября 2014
- Россия: Кингисепп[11][12]
- Белоруссия: Поставы[13][14][15]
- Польша: Олецко[16]
- Украина: Городня, Харьков[16], Липовец[17][18]
- Германия: Нордерштедт[19]
- Швеция: Уддевалла[19]
- Финляндия: Лоймаа
- Норвегия: Шиен[20]
- Дания: Тистед

### Города-партнёры
Согласно официальному сайту проверено 5 сентября 2014
- Германия: Нордерштедт
- Швеция: Стрёмсунд
- Латвия: Огрский район
- Финляндия: Керава, Оутокумпу
- Нидерланды: Остстеллингверф

## Галерея
- Центр города Йыхви
- Лютеранская церковь Святого Михаила
- Йыхвиская Богоявленская церковь
- Мемориал войны за независимость в Йыхви
- Памятник Александеру Тыниссону на центральной площади города

- Памятник Кальё Кийску
- Концертный холл в Йыхви
- Основная школа Йыхви
- Платформа станции Йыхви